# Полна (Могилёвский район)
Полна́ (бел. Пална) — деревня в составе Сидоровичского сельсовета Могилёвского района Могилёвской области Республики Беларусь.

## Население
- 2010 год — 78 человек